# Mohanpur (upazila)
Pour les articles homonymes, voir Mohanpur.
Mohanpur (en bengali : মোহনপুর) est une upazila du Bangladesh dans le district de Rajshahi. En 1991, on y dénombrait 126 396 habitants.